# Anthony Edwards (színművész)
Anthony Charles Edwards (Santa Barbara, 1962. július 19. –) Golden Globe- és Primetime Emmy-díjas amerikai színész, filmrendező és producer.
Leghíresebb és kritikailag legsikeresebb alakítása Dr. Mark Greene volt a Vészhelyzet című drámasorozat első nyolc évadjában. A szerepért egy Golden Globe- és hat Screen Actors Guild-díjat kapott, valamint négy egymást követő évben jelölték Primetime Emmy-díjra is. Egyéb televíziós sorozatai közt található a Miért éppen Alaszka? (1992–1993) és A kijelölt túlélő (2019).
Filmes szerepei közé tartozik A suttyók visszavágnak (1984), a Top Gun (1986), A suttyók visszavágnak 2. – Gyagyás nyaralás (1987), a Ne várd a csodát! (1988), a Zodiákus (2007) és szinkronszínészként a Repcsik (2013).
Vezető producerként jegyzi egyebek mellett Az otthon kék ege (2001) és a Temple Grandin (2010) című televíziós drámafilmeket. Előbbivel Daytime-, utóbbival Primetime Emmy-díjat nyert.

## Magánélete
1994-től 2015-ig Jeanine Lobell házastársa volt. Egy fiuk és három lányuk született. 2021-ben egy szűkkörű, privát ceremónia keretein belül házasodott össze Mare Winningham színésznővel. A Ne várd a csodát! című 1986-os filmben együtt szerepeltek és azóta közeli barátok voltak.
2017. november 10-én cikket írt a Medium weboldal számára. Ebben azt állította, Gary Goddard forgatókönyvíró és producer gyermekkorában összebarátkozott vele, majd tizenkét éves korától kezdve éveken át zaklatta szexuálisan, barátaival együtt.
2012 óta szakszolgálati engedéllyel rendelkező magánpilóta.

## Filmográfia

### Film
Rendező és producer
| Év   | Magyar cím               | Eredeti cím                              | Feladatkör | Feladatkör | Megjegyzések   |
| Év   | Magyar cím               | Eredeti cím                              | Rendező    | Producer   | Megjegyzések   |
| ---- | ------------------------ | ---------------------------------------- | ---------- | ---------- | -------------- |
| 1995 | Charlie szellemtörténete | Charlie's Ghost Story                    | Igen       | Nem        | tévéfilm       |
| 1999 | Ne törd össze a szívem!  | Don't Go Breaking My Heart               | Nem        | Vezető     |                |
| 1999 | Gyerekkereskedők         | Border Line                              | Nem        | Vezető     | tévéfilm       |
| 1999 |                          | N.Y.H.C.                                 | Nem        | Vezető     | dokumentumfilm |
| 2001 | Az otthon kék ege        | My Louisiana Sky                         | Nem        | Vezető     | tévéfilm       |
| 2003 |                          | Die, Mommie, Die!                        | Nem        | Igen       |                |
| 2010 | Temple Grandin           | Temple Grandin                           | Nem        | Vezető     | tévéfilm       |
| 2015 |                          | Searching for Home: Coming Back from War | Nem        | Vezető     | dokumentumfilm |
| 2016 |                          | My Dead Boyfriend                        | Igen       | Nem        |                |
| 2019 |                          | The Tricky Part                          | Nem        | Igen       |                |

Színész
| Év   | Magyar cím                                   | Eredeti cím                                | Szerep                        | Magyar hang     |
| ---- | -------------------------------------------- | ------------------------------------------ | ----------------------------- | --------------- |
| 1973 |                                              | Big Zapper                                 | Kono fia                      |                 |
| 1982 | Változó világ                                | Fast Times at Ridgemont High               | füves haver                   | Seder Gábor     |
| 1983 | Nő a volánnál                                | Heart Like a Wheel                         | John Muldowney (15-23 évesen) | Felföldi László |
| 1984 | A suttyók visszavágnak                       | Revenge of the Nerds                       | Gilbert Lowe                  | Láng Balázs     |
| 1985 | Megvagy!                                     | Gotcha!                                    | Jonathan Moore                | Fekete Zoltán   |
| 1985 | Tuti dolog                                   | The Sure Thing                             | Lance                         | Lippai László   |
| 1986 | Top Gun                                      | Top Gun                                    | Nick 'Goose' Bradshaw hadnagy | Rékasi Károly   |
| 1986 | Top Gun                                      | Top Gun                                    | Nick 'Goose' Bradshaw hadnagy | Józsa Imre      |
| 1987 | Nyári hőség                                  | Summer Heat                                | Aaron                         |                 |
| 1987 | A suttyók visszavágnak 2. – Gyagyás nyaralás | Revenge of the Nerds II: Nerds in Paradise | Gilbert Lowe                  |                 |
| 1988 | Sólymok                                      | Hawks                                      | Deckermensky                  | Józsa Imre      |
| 1988 | Ne várd a csodát!                            | Miracle Mile                               | Harry Washello                | Forgács Péter   |
| 1988 | Mr. North                                    | Mr. North                                  | Theophilus North              | Dányi Krisztián |
| 1989 | Agyilag zokni                                | How I Got Into College                     | Kip Hammett                   |                 |
| 1990 | Philadelphiai zsaru                          | Downtown                                   | Alex Kearney                  | Rátóti Zoltán   |
| 1990 | Philadelphiai zsaru                          | Downtown                                   | Alex Kearney                  | Józsa Imre      |
| 1992 | Kedvencek temetője 2.                        | Pet Sematary Two                           | Chase Matthews                | Schnell Ádám    |
| 1992 | Torkolattűz                                  | Delta Heat                                 | Mike Bishop                   | Józsa Imre      |
| 1992 |                                              | Landslide                                  | Bob Boyd                      |                 |
| 1993 |                                              | Sexual Healing (rövidfilm)                 | David                         |                 |
| 1994 | Az ügyfél                                    | The Client                                 | Clint Von Hooser              | Galambos Péter  |
| 1998 |                                              | Good Night, Gorilla (rövidfilm)            | állatkerti gondozó (hangja)   |                 |
| 1998 | Szeress, ha tudsz!                           | Playing by Heart                           | Roger                         | Józsa Imre      |
| 1999 | Ne törd össze a szívem!                      | Don't Go Breaking My Heart                 | Tony Dorfman                  | Józsa Imre      |
| 2000 |                                              | The Island of the Skog (rövidfilm)         | narrátor (hangja)             |                 |
| 2001 |                                              | Jackpot                                    | Tracy                         |                 |
| 2003 |                                              | Northfork                                  | Happy                         |                 |
| 2004 | Viharmadarak                                 | Thunderbirds                               | Ray "Brains" Hackenbacker     | Pálfai Péter    |
| 2004 | Felejtés                                     | The Forgotten                              | Jim Paretta                   | Seress Zoltán   |
| 2007 | Zodiákus                                     | Zodiac                                     | William Armstrong felügyelő   | Józsa Imre      |
| 2009 | Anya a pácban                                | Motherhood                                 | Avery Welsh                   | Józsa Imre      |
| 2010 | Változó szerelem                             | Flipped                                    | Steven Loski                  | Sipos Imre      |
| 2012 | Művésztelep                                  | Big Sur                                    | Lawrence Ferlinghetti         | Fazekas István  |
| 2013 | Repcsik                                      | Planes                                     | Echo (hangja)                 |                 |
| 2015 |                                              | Experimenter                               | Miller                        |                 |
| 2015 | Ételre halálra                               | Consumed                                   | laboráns                      |                 |

### Televízió
| Év              | Magyar cím                               | Eredeti cím                                | Szerep                | Megjegyzések                                                                 |
| --------------- | ---------------------------------------- | ------------------------------------------ | --------------------- | ---------------------------------------------------------------------------- |
| 1981            |                                          | The Killing of Randy Webster               | Tommy Lee Swanson     | tévéfilm                                                                     |
| 1981            |                                          | Walking Tall                               | Robbie                | 1 epizód                                                                     |
| 1982            | Nagyon különleges ügyosztály             | Police Squad!                              | fogorvos páciense     | 1 epizód (stáblistán nem szerepel)                                           |
| 1982–1983       |                                          | It Takes Two                               | Andy Quinn            | 22 epizód                                                                    |
| 1983            |                                          | High School U.S.A.                         | Beau Middleton        | tévéfilm                                                                     |
| 1983            |                                          | For Love and Honor                         | Michelson             | 1 epizód                                                                     |
| 1984            | A dicsőség szárnyai                      | Call to Glory                              | Billy                 | 1 epizód                                                                     |
| 1985            |                                          | Going for the Gold: The Bill Johnson Story | Bill Johnson          | tévéfilm                                                                     |
| 1990            | Texas ördöge                             | El Diablo                                  | Billy Ray Smith       | - tévéfilm - magyar hangja: - Józsa Imre                                     |
| 1990            |                                          | Hometown Boy Makes Good                    | Boyd Geary            | tévéfilm                                                                     |
| 1991            |                                          | The General Motors Playwrights Theater     | Josh                  | 1 epizód                                                                     |
| 1992–1993       | Miért éppen Alaszka?                     | Northern Exposure                          | Mike Monroe           | 10 epizód                                                                    |
| 1994–2002; 2008 | Vészhelyzet                              | ER                                         | Dr. Mark Greene       | - főszereplő (180 epizód) - rendező (4 epizód) - magyar hangja: - Józsa Imre |
| 1995            | Charlie szellemtörténete                 | Charlie's Ghost Story                      | Dave                  | tévéfilm filmrendező                                                         |
| 1995            | Saturday Night Live                      | Saturday Night Live                        | házigazda             | 1 epizód                                                                     |
| 1996            | Hidegvérrel                              | In Cold Blood                              | Dick Hickock          | - minisorozat (2 epizód) - magyar hangja: - Csankó Zoltán - Rátóti Zoltán    |
| 2001            |                                          | Cursed                                     | Ricky                 | 1 epizód                                                                     |
| 2001            | Frasier – A dumagép                      | Frasier                                    | Tom                   | 1 epizód                                                                     |
| 2013            | A nulladik óra                           | Zero Hour                                  | Hank Galliston        | 13 epizód                                                                    |
| 2015            | Csajok                                   | Girls                                      | Melvin Shapiro        | 1 epizód                                                                     |
| 2015            | Zsaruvér                                 | Blue Bloods                                | Owen Cairo            | 1 epizód                                                                     |
| 2016            | Milliárdok nyomában                      | Billions                                   | Whit Wilcox bíró      | 2 epizód                                                                     |
| 2016            | Esküdt ellenségek: Különleges ügyosztály | Law & Order: Special Victims Unit          | Patrick Griffin       | 1 epizód                                                                     |
| 2016            | Tömény történelem                        | Drunk History                              | Giles Allen           | 1 epizód                                                                     |
| 2017            |                                          | Law & Order True Crime                     | Stanley Weisberg bíró | 6 epizód                                                                     |
| 2019            | A kijelölt túlélő                        | Designated Survivor                        | Mars Harper           | - visszatérő szereplő (10 epizód) - magyar hangja: - Barbinek Péter          |
| 2022            | Az örökösnő álarca mögött                | Inventing Anna                             | Alan Reed             | - minisorozat (5 epizód) - magyar hangja: - Schnell Ádám                     |
| 2022            |                                          | WeCrashed                                  | Bruce Dunlevie        | minisorozat (7 epizód)                                                       |
| 2022            |                                          | Tales of the Walking Dead                  | Dr. Chauncey Everett  | 1 epizód                                                                     |

## Fordítás
- Ez a szócikk részben vagy egészben  az   Anthony Edwards című angol Wikipédia-szócikk fordításán alapul.  Az eredeti cikk szerkesztőit annak laptörténete sorolja fel. Ez a jelzés csupán a megfogalmazás eredetét és a szerzői jogokat jelzi, nem szolgál a cikkben szereplő információk forrásmegjelöléseként.